# Långfenad sandvar
Långfenad sandvar (Citharichthys xanthostigma) är en fiskart som beskrevs av Gilbert, 1890. Långfenad sandvar ingår i släktet Citharichthys och familjen Paralichthyidae. Inga underarter finns listade i Catalogue of Life.